# Shingai Tanaka
Pour les articles homonymes, voir Tanaka.
Shingai Tanaka (Tanaka Shingai en japonais), né le 30 avril 1942 à Tottori, Japon, et mort le 6 octobre 2007 à Kyoto est un calligraphe japonais.

## Biographie
Shingai Tanaka est diplômé de l'Université Doshisha de Kyoto. Il étudie la calligraphie à Kyôto, sous la direction de Goshin Yasui, à qui il succède comme maître de calligraphie au temple de Kurama près de Kyôto.
Il est Vice-Président de la Société des Calligraphes de Kyoto (Kyoto Shodo Renmei).  
Il fonde à Kyoto en 1984 l'école Sho International. Il enseigne son art aux occidentaux au Centre Culturel Italo-Asiatique de Milan, où il est invité depuis 1992 et à Lyon.  Il dirige à Kyoto le centre international d'exposition "Biten".  En 1994, la mairie de Kyoto lui confie la direction artistique des cérémonies du XIIe centenaire de la capitale impériale. 
Établi à Lyon en 1998, Shingai Tanaka a sillonné toute l’Europe. 

## Œuvres

### Approche de la calligraphie et inspiration
Lors de l'inauguration d'une exposition à sa mémoire, en 2013, à Bourg-Argental, sa femme décrit son approche de la calligraphie et son inspiration " Mon mari faisait de la calligraphie ou plutôt du Sho. Il n’aimait pas le mot calligraphie qui signifie la reproduction exacte de caractère, il préférait le mot Sho car il dessinait ce qu’il ressentait, ce qu'il vivait. Son inspiration, je crois qu’il la puisait au Mont Kurama. C’est un temple à 10 minutes de Kyoto. Il prenait ses idées dans les lignes et les courbes du paysage."

### Sa technique
Elle est décrite par Brigitte Roussey : "il peignait à l’encre sur papier ou sur soie directement sur le support étalé sur le sol, et, avant de commencer une calligraphie, il s’isolait toujours dans le silence afin que sa concentration soit totale. Puis il laissait courir son pinceau sur le support, ce pinceau prolongeant son bras, sa main, son âme, les pinceaux fins étant utilisés pour les traits fins tandis que les épais traçaient de larges lignes symbolisant les flux souterrains de l’Univers ».

### Calligraphies à la BNF
Grâce à la générosité du temple de Kurama au Japon et de l’Association Sho International de Lyon, 38 calligraphies de Tanaka Shingai sont entrées au département des manuscrits de la BnF. . Il s’agit principalement de calligraphies de poèmes et de maximes, extraits d’une longue tradition littéraire, ou de caractères uniques qui évoquent la nature, la féminité ou la spiritualité bouddhique.

## Récompenses
La ville de Kyoto a décerné à Tanaka Shingai le prix Art et Culture en 2005. 